# Robert Gesink
Robert Gesink (Varsseveld, 31 de mayo de 1986) es un ciclista neerlandés que fue profesional entre 2005 y 2024. Con unas grandes condiciones para la montaña, estaba considerado como uno de los ciclistas con mayor futuro del pelotón internacional, aunque las lesiones no le han dejado rendir al máximo nivel.
Con solo 21 años en 2007 demostró sus cualidades adjudicándose la clasificación de los jóvenes en el Tour de California y consiguiendo un meritorio quinto puesto en la Vuelta a Alemania y un segundo en el Tour de Polonia.
En 2008 fue cuando terminó de explotar: ganó una etapa en el Tour de California, así como la etapa reina de la París-Niza, en la que finalizaría en cuarta posición en la general y líder de la clasificación de los jóvenes. Finalizó cuarto en la Flecha Valona y más tarde finalizaría cuarto también en el prestigioso Dauphiné Libéré. A pesar de no ser seleccionado por su equipo para el Tour de Francia, sí lo fue para los Juegos Olímpicos, y lograría una meritoria décima posición en la prueba en ruta.

## Biografía

### Ciclismo juvenil y aficionado
En 2004 consiguió vencer en los campeonatos nacionales de Países Bajos sub-19 en la disciplina de contrarreloj. Además ese mismo año en los campeonatos mundiales juveniles en Verona finalizó octavo en la contrarreloj individual y sexto en la prueba en ruta.

### Ciclismo profesional

#### Debut: 2005-2006
En 2005 debutó con el modesto equipo neerlandés Team Löwik Meubelen-Van Losser Installatiegroep donde no consiguió ningún resultado destacable.
En 2006 se unió a la disciplina del equipo Rabobank Continental, finalizando ese mismo año tercero en la Vuelta al Algarve; y ganando la clasificación general, así como la tercera etapa, de la Settimana Ciclistica Lombarda. Siendo una semana después cuarto en la Rund um Köln. También ganó la general y una etapa del Circuito Montañés y quedó segundo en el Tour del Porvenir.
Aunque en un principio había firmado por dos años con Rabobank Continental Theo de Rooij, director del equipo, decidió unirlo a la disciplina del primer equipo de cara al año 2007.

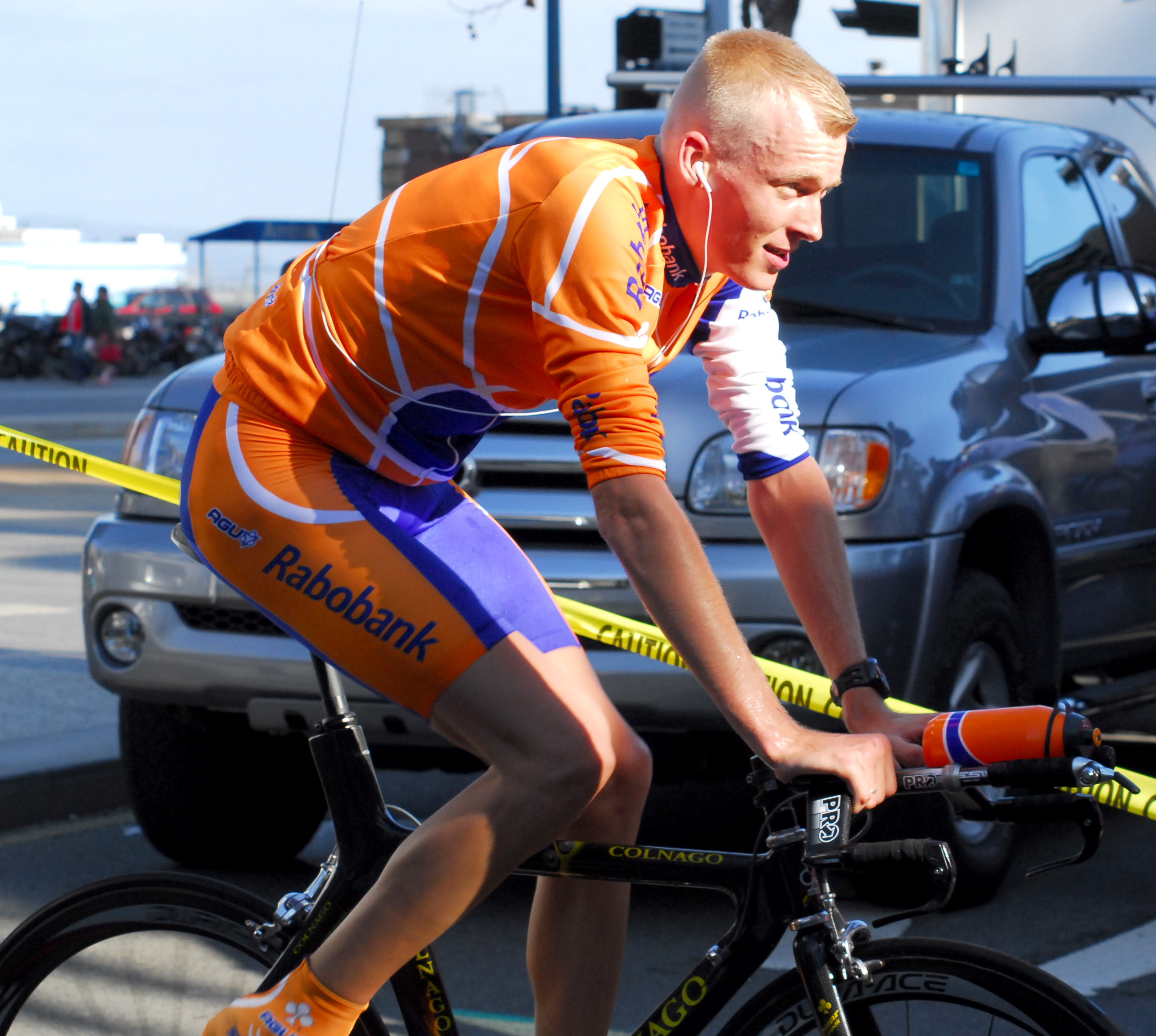
Robert Gesink

#### 2007
En su tercer año como profesional sorprendió llevándose el maillot de los jóvenes en el Tour de California. Acabó noveno en la Flecha Valona, su primera carrera del UCI ProTour, y se calcula que hizo la ascensión más rápida al Muro de Huy. Después de conseguir buenos resultados en el Tour de Romandía en el que venció su compañero Thomas Dekker, logró al fin su primera victoria como profesional en la etapa reina de la Vuelta a Bélgica. En la Clásica de San Sebastián quedó cerca de los diez primeros y logró ser quinto en la Vuelta a Alemania y segundo en el Tour de Polonia. Ese año fue seleccionado para el mundial de ciclismo en ruta, entrando en una escapada y abandonando finalmente en la última vuelta.

#### 2008
En su cuarto curso profesional mostró una clara progresión, venciendo en la etapa reina del Tour de California, en la que solo Levi Leipheimer logró aguantar su ritmo hasta la línea de meta. En esta prueba acabó noveno, llevándose el maillot de los jóvenes. Tras esta prueba participó en la París-Niza donde consiguió una segunda posición en la etapa con final en Mont Ventoux, finalizó la prueba en la cuarta posición general a 51 segundos de Davide Rebellin, siendo primero de los jóvenes e incluso iendo de líder aunque en la penúltima etapa perdió el maillot de líder en favor del italiano dado ya que no pudo seguir su ritmo en el Col de Tanneron y bajó este puerto con excesiva prudencia. Finalmente completó el tríptico de las Ardenas terminando cuarto en la Flecha Valona. A pesar de no participar en el Tour de Francia terminó cuarto en la Dauphiné Libéré. En los Juegos Olímpicos terminó décimo tanto en la prueba en ruta como en la de contrarreloj (precisamente el mismo puesto que también obtuvo en el Mundial de Ciclismo en Ruta al finalizar la temporada).

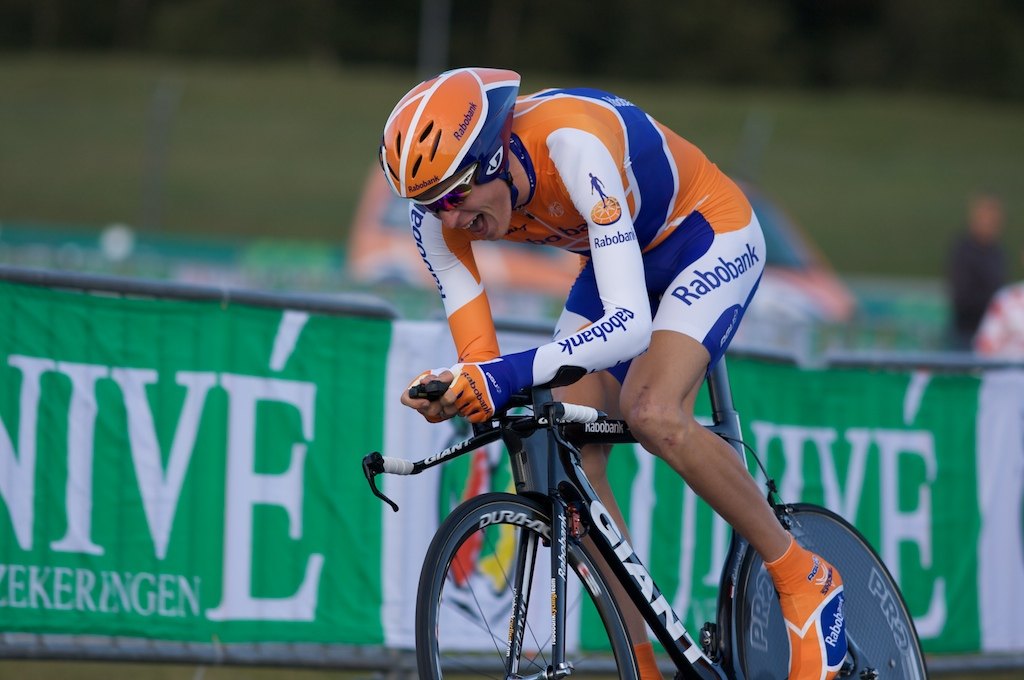
Robert Gesink en la Vuelta ciclista a España 2009.

En su primera aparición en una de las Grandes Vueltas, en la Vuelta a España, demostró sus aptitudes acabando sexto en el Angliru y cuarto en la etapa con final en la estación de esquí de Fuentes de Invierno. Finalizó la prueba en séptima posición.

#### 2009
En su inicio de temporada logró vencer en la clasificación de los jóvenes del Tour de California. Además en los primeros meses de la temporada fue séptimo en la Vuelta al País Vasco y tercero en la Amstel Gold Race. En su gran objetivo de la temporada, el Tour de Francia, tuvo que retirarse a causa de una caída en la quinta etapa. Tras esta caída, el neerlandés se preparó a conciencia la Vuelta a España, en la cual estuvo siempre entre los 4 primeros junto a Alejandro Valverde, Ivan Basso, Cadel Evans y Samuel Sánchez. Tuvo una fuerte caída a dos etapas del final, aun así logró terminar la Vuelta en sexta posición y culminó la temporada ganando el Giro d'Emilia.

#### 2010
Con el Tour de Francia nuevamente como objetivo, ganó una etapa de la Vuelta a Suiza y en el Grand Boucle tuvo una destacada actuación. Logró ubicarse en las primeras posiciones en las etapas con final  en Morzine-Avoriaz (3.º), Ax-3 Domaines (6.º) y el Col du Tourmalet (7.º) ubicándose finalmente 6.º en la clasificación general y 2.º en la de los jóvenes. En el final de la temporada ganó el primer Gran Premio de Montreal y repitió en el Giro d'Emilia.

#### 2011
En el inicio de la temporada 2011 obtuvo buenos resultados con la victoria en el Tour de Omán, además de ser 2º en el Tirreno-Adriático y 3º en la Vuelta al País Vasco, pero no tuvo una buena actuación en el Tour de Francia, perdiendo en todas las etapas de montaña varios minutos, culminando en la posición 33.ª a más de una hora de Cadel Evans. En septiembre recuperó el nivel y fue 2º en el Gran Premio de Quebec siendo superado por escaso margen por Philippe Gilbert y pocos días después, en un entrenamiento que realizaba como preparación para el Campeonato Mundial de Ciclismo, sufrió una caída fracturándose el fémur, con lo cual no pudo participar y se perdió el resto de la temporada.

#### 2012
Cinco meses después de la fractura, en febrero retornó a la actividad en la Vuelta a Andalucía, carrera en la que culminó en la 11.º posición. Posteriormente, en marzo alcanzó el 8º lugar en la clasificación de la Vuelta a Murcia.
En mayo, llegó la Tour de California como jefe de filas y tras ganar la etapa reina, se quedó con la clasificación general.
Abandonó en el Tour de Francia, pero en la Vuelta a España consiguió un meritorio 6º puesto en la general, por detrás de enormes nombres como Froome, Contador o Valverde.

#### 2013
Llega el 2013, y con él un Gesink decidido a explotar por fin y pasar de ser una promesa a una realidad, algo que nunca ha podido hacer. Este año tenía como objetivo el Giro de Italia, pero al llegar al giro decepciona rápidamente en la etapa 10 con final en el Altopiano del Montasio y más tarde desfallece de nuevo pero en la etapa 14 con final en Bardonecchia perdiendo minutos y sus opciones de podio, finalmente abandona el Giro en la etapa 20.ª.
En el Tour de Francia ya no llega como líder del equipo sino como gregario para Bauke Mollema.
Para acabar su temporada, conquistó el Gran Premio de Quebec.

#### 2014
Gesink tuvo un comienzo prometedor para su 2014 finalizando tanto en el Tour Down Under como en el Tour de Omán en quinta posición. Su temporada sin embargo se vio interrumpido por problemas del corazón por los que debió recibir cirugía, que le impidieron viajar al Tour de Francia. En cambio, sus esperanzas se centraron para la Vuelta a España. Sin embargo, mientras estaba en la séptima posición general en la Vuelta y completando una gran actuación tras su operación, se retiró antes de la etapa 18 para estar con su mujer embarazada que fue hospitalizado.

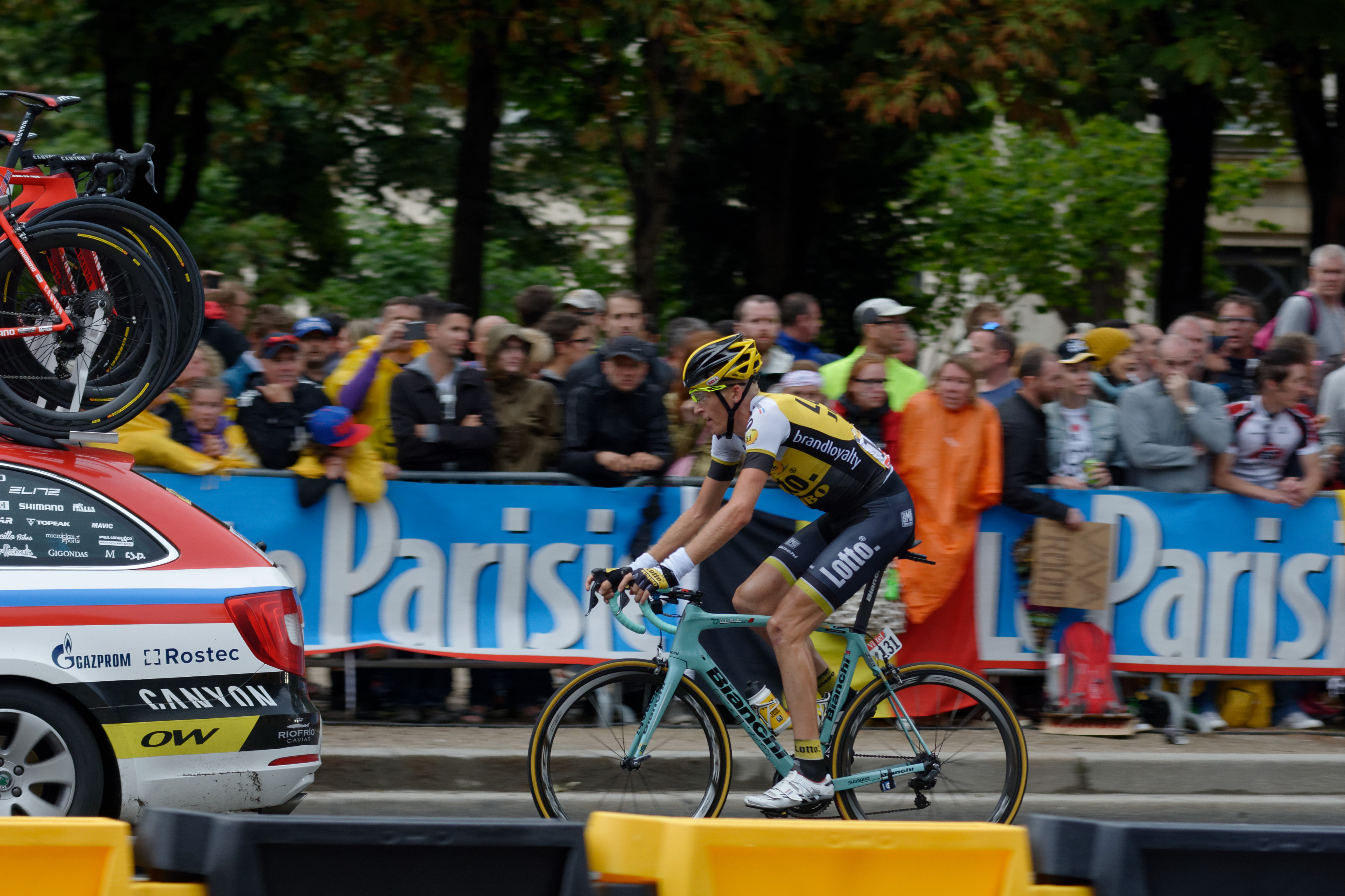
Gesink en el Tour de Francia 2015.

#### 2015
Después de haber pasado la Vuelta al Algarve, Gesink sufrió una lesión en la rodilla. Volvió en La Flecha Valona para firmar una colocación 25. Luego corrió el Tour de Romandía y terminó en 15º lugar. A continuación, se concentró en el Tour de Francia. Gesink montó en el Tour de Suiza en preparación para el Grand Tour y terminó en un 9º lugar sólido. Pero lo hizo aún mejor en Francia, donde terminó sexto, justo detrás de grandes nombres como Contador y Nibali, demostrando que ya había recuperado su mejor forma.
Al final de temporada, logró ganar una clásica, la Acht van Chaam.

#### 2016
Logró un decimoquinto puesto en la Flecha Valona. No acudió al Tour puesto que su equipo veía en mejores condiciones a Wilco Kelderman, el cual también acabó defraudando.
Participó en la Vuelta a España, donde partía como jefe de filas junto con Steven Kruijswijk, pero el abandono de este le hizo tomarse más libertad y meterse en varias fugas. Fue segundo en los Lagos de Covadonga, y finalmente consiguió su primera victoria en una Gran Vuelta en la etapa reina de la edición, tras ganar en la mítica cima del Aubisque.
Tras la celebración de la Vuelta a España 2024, puso fin a su carrera después de 18 años en el Team Visma | Lease a Bike.

## Palmarés
| 2006 - Circuito Montañés, más 1 etapa - Settimana Ciclistica Lombarda, más 1 etapa 2007 - 1 etapa de la Vuelta a Bélgica 2008 - 1 etapa del Tour de California 2009 - Giro d'Emilia 2010 - 1 etapa de la Vuelta a Suiza - Gran Premio de Montreal - Giro d'Emilia | 2011 - Tour de Omán, más 2 etapas 2012 - Tour de California, más 1 etapa 2013 - Gran Premio de Quebec 2016 - 1 etapa de la Vuelta a España 2017 - 3.º en el Campeonato de los Países Bajos Contrarreloj |

## Resultados

### Grandes Vueltas
Durante su carrera deportiva ha conseguido los siguientes puestos en las Grandes Vueltas:
| Carrera | Carrera         | 2005 | 2006 | 2007 | 2008 | 2009 | 2010 | 2011 | 2012 | 2013 | 2014 | 2015 | 2016 | 2017 | 2018 | 2019 | 2020 | 2021 | 2022 | 2023 | 2024 |
| ------- | --------------- | ---- | ---- | ---- | ---- | ---- | ---- | ---- | ---- | ---- | ---- | ---- | ---- | ---- | ---- | ---- | ---- | ---- | ---- | ---- | ---- |
|         | Giro de Italia  | —    | —    | —    | —    | —    | —    | —    | —    | Ab.  | —    | —    | —    | —    | 23.º | —    | —    | —    | —    | —    | Ab.  |
|         | Tour de Francia | —    | —    | —    | —    | Ab.  | 5.º  | 33.º | Ab.  | 26.º | —    | 6.º  | —    | Ab.  | 31.º | —    | 42.º | Ab.  | —    | —    | —    |
|         | Vuelta a España | —    | —    | —    | 7.º  | 6.º  | —    | —    | 6.º  | —    | Ab.  | —    | 34.º | —    | —    | 27.º | 35.º | 62.º | 41.º | 52.º | 52.º |

—: no participa

Ab.: abandono

### Clásicas, Campeonatos y JJ.OO.
| Carrera                 | Carrera                 | 2005          | 2006          | 2007          | 2008 | 2009          | 2010          | 2011          | 2012 | 2013          | 2014          | 2015          | 2016 | 2017          | 2018          | 2019          | 2020          | 2021 | 2022 | 2023 | 2024 |
| ----------------------- | ----------------------- | ------------- | ------------- | ------------- | ---- | ------------- | ------------- | ------------- | ---- | ------------- | ------------- | ------------- | ---- | ------------- | ------------- | ------------- | ------------- | ---- | ---- | ---- | ---- |
| Strade Bianche          | Strade Bianche          | X             | X             | —             | —    | —             | —             | —             | —    | —             | —             | —             | 22.º | —             | —             | —             | —             | 69.º | 68.º | —    | —    |
| Flecha Brabanzona       | Flecha Brabanzona       | —             | —             | —             | —    | Ab.           | —             | —             | —    | —             | —             | —             | —    | —             | —             | —             | —             | —    | —    | —    | —    |
| Amstel Gold Race        | Amstel Gold Race        | —             | —             | —             | 21.º | 3.º           | 22.º          | 9.º           | 52.º | —             | —             | —             | 23.º | —             | 28.º          | 21.º          | X             | 93.º | —    | —    | —    |
| Flecha Valona           | Flecha Valona           | —             | —             | 9.º           | 4.º  | —             | 14.º          | 13.º          | 22.º | —             | —             | 25.º          | 15.º | 15.º          | 20.º          | 52.º          | —             | 38.º | 58.º | —    | —    |
|                         | Lieja-Bastoña-Lieja     | —             | —             | —             | 13.º | 49.º          | 15.º          | 30.º          | 57.º | —             | —             | —             | 78.º | —             | 24.º          | Ab.           | —             | 47.º | —    | —    | —    |
| Clásica San Sebastián   | Clásica San Sebastián   | —             | —             | 13.º          | —    | —             | 7.º           | —             | 27.º | 13.º          | —             | —             | —    | —             | 8.º           | —             | X             | —    | 53.º | —    | —    |
| Bretagne Classic        | Bretagne Classic        | —             | —             | 58.º          | 39.º | 70.º          | —             | —             | —    | —             | —             | —             | —    | —             | —             | —             | —             | —    | —    | —    | —    |
| Gran Premio de Quebec   | Gran Premio de Quebec   | X             | X             | X             | X    | X             | 3.º           | 2.º           | —    | 1.º           | —             | 20.º          | —    | —             | —             | —             | X             | X    | —    | —    |      |
| Gran Premio de Montreal | Gran Premio de Montreal | X             | X             | X             | X    | X             | 1.º           | 36.º          | —    | 12.º          | —             | 8.º           | —    | —             | —             | —             | X             | X    | —    | —    |      |
|                         | Giro de Lombardía       | —             | —             | 15.º          | 58.º | 6.º           | —             | —             | —    | 10.º          | —             | 11.º          | 7.º  | —             | 45.º          | 33.º          | —             | —    | 77.º | —    |      |
| JJ. OO. (Ruta)          | JJ. OO. (Ruta)          | No se disputó | No se disputó | No se disputó | 9.º  | No se disputó | No se disputó | No se disputó | 23.º | No se disputó | No se disputó | No se disputó | —    | No se disputó | No se disputó | No se disputó | No se disputó | —    | ND   | ND   | —    |
| JJ. OO. (CRI)           | JJ. OO. (CRI)           | No se disputó | No se disputó | No se disputó | 10.º | No se disputó | No se disputó | No se disputó | —    | No se disputó | No se disputó | No se disputó | —    | No se disputó | No se disputó | No se disputó | No se disputó | —    | ND   | ND   | —    |
| Mundial en Ruta         | Mundial en Ruta         | —             | —             | Ab.           | 10.º | 36.º          | —             | —             | —    | Ab.           | —             | 91.º          | —    | —             | —             | —             | —             | —    | —    | —    |      |
| Países Bajos en Ruta    | Países Bajos en Ruta    | —             | —             | 22.º          | 24.º | 22.º          | 21.º          | —             | 6.º  | Ab.           | Ab.           | —             | —    | 41.º          | —             | —             | —             | —    | —    | 22.º | —    |
| Países Bajos CRI        | Países Bajos CRI        | —             | —             | —             | —    | —             | —             | —             | —    | —             | —             | —             | —    | 3.º           | —             | —             | —             | —    | —    | —    | —    |

—: no participa

Ab.: abandono

## Equipos
- Team Löwik Meubelen-Van Losser Installatiegroep (2005)
- Rabobank Continental (2006)
- Rabobank/Blanco/Belkin/Lotto NL/Jumbo/Visma (2007-2024)
  - Rabobank Cycling Team (2007-2012)
  - Blanco Pro Cycling (2013)[24]
  - Belkin-Pro Cycling Team (2013-2014)
  - Team Lotto NL-Jumbo (2015-2018)
  - Team Jumbo-Visma (2019-2023)
  - Team Visma | Lease a Bike (2024)